# Civil Service Football Club
Il Civil Service Football Club, meglio noto come Civil Service F.C. o semplicemente Civil Service, è una società calcistica inglese con sede a Londra nel quartiere di Chiswick, parte del borough di Hounslow. 
È il club più antico di Londra e uno dei più vecchi d'Inghilterra essendo nato nel 1863. Il club all'inizio aveva una squadra sia di calcio sia di rugby e assieme al Blackheath F.C. si proclamano entrambi fondatori sia della Football Association che della Rugby Football Union. Nel 1892 la squadra si rugby si staccò dal club calcistico e nacque il Civil Service Rugby Club.

## Storia
Il club è stato una delle dodici squadre fondatrici della Football Association.
Il Civil Service è stato anche uno dei quindici partecipanti alla prima FA Cup nel 1871-1872.
All'inizio della storia,il club ha preso la decisione di rimanere una squadra amatoriale anche di fronte all'emergere del Calcio professionistico. Il Civil service ha poi giocato in diverse leghe amatoriali tra cui l'Isthmian League e la Southern Amateur Football League.
Nella stagione 1906-1907 ha raggiunto per la prima (ed unica, vista la successiva soppressione del torneo) volta nella sua storia la semifinale di FA Amateur Cup.

## Colori e simboli
I colori del Civil Service sono il rosso e il bianco

## Amichevoli giocate dal Civil Service

### 1865-66
4 novembre 1865 Barnes ?-? Civil Service
20 gennaio 1866 Barnes 0-2 Civil Service

### 1866-67
8 dicembre 1866 Barnes 0-3 Civil Service

### 1868-69
21 novembre 1868 Barnes 0-1 Civil Service
13 febbraio 1869 Barnes ?-? Civil Service

## Palmarès

### Competizioni regionali
- London Senior Cup: 1

1901-1902
- Middlesex Senior Cup: 2

1907-1908, 1912-1913
- Southern Amateur Football League: 5

1912-1913, 1913-1914, 1938-1939, 1968-1969, 1970-1971

## Organico

### Rosa 2013-2014
Aggiornata all'11 settembre 2013.
| N. |                        | Ruolo | Calciatore       |
| -- | ---------------------- | ----- | ---------------- |
| 20 | Inghilterra (bandiera) | P     | Chris Allison    |
| 2  | Inghilterra (bandiera) | D     | Stuart Matheson  |
| 3  | Inghilterra (bandiera) | D     | Ross Herrick     |
| 4  | Inghilterra (bandiera) | C     | Ryan Cameron     |
| 5  | Inghilterra (bandiera) | C     | Simon Yater      |
| 7  | Inghilterra (bandiera) | C     | James Langham    |
| 8  | Inghilterra (bandiera) | C     | Gareth Morell    |
| 9  | Inghilterra (bandiera) | A     | Chris Jones      |
| 10 | Inghilterra (bandiera) | C     | Dan Field        |
| 11 | Inghilterra (bandiera) | C     | Ali Shaw         |
| 15 | Inghilterra (bandiera) | D     | Toan Ravenscroft |
| 16 | Inghilterra (bandiera) | C     | Rob Allsford     |
| 17 | Inghilterra (bandiera) | C     | Bryan Halka      |
| 18 | Inghilterra (bandiera) | D     | Tom Mackay       |

| N. |                        | Ruolo | Calciatore       |
| -- | ---------------------- | ----- | ---------------- |
| 19 | Inghilterra (bandiera) | C     | Barry Quinn      |
| 20 | Inghilterra (bandiera) | P     | Chris Allison    |
| 23 | Inghilterra (bandiera) | D     | Matt Kay         |
| 24 | Inghilterra (bandiera) | D     | Ike Offiah       |
| 25 | Inghilterra (bandiera) | C     | Adam Dunsford    |
| 27 | Inghilterra (bandiera) | C     | Mark Fisher      |
| 28 | Inghilterra (bandiera) | C     | Luke Brettingham |
| 29 | Inghilterra (bandiera) | D     | Alec Longair     |
| 30 | Inghilterra (bandiera) | C     | Bertie Morse     |
| 31 | Inghilterra (bandiera) | C     | Warren Smith     |
| 32 | Inghilterra (bandiera) | C     | Owen Myles       |
| 33 | Inghilterra (bandiera) | D     | Richard Eager    |
| 34 | Inghilterra (bandiera) | D     | Pat Kape         |
| 35 | Inghilterra (bandiera) | D     | Dan Lord         |